# Jean-Pierre Tcheutchoua
Jean-Pierre Tcheutchoua (sinh ngày 12 tháng 12 năm 1980) là một cầu thủ bóng đá từ Cameroon hiện tại thi đấu ở vị trí hậu vệ.